# Saft al-Laban
Saft al-Laban – miasto w Egipcie, w muhafazie Giza. W 2006 roku liczyło 104 547 mieszkańców.